# Hayloft
«Hayloft», más tarde relanzado como «Hayloft I», es una canción de 2008 de la banda canadiense de indie rock Mother Mother. Es la octava canción de su segundo álbum de estudio, O My Heart. La canción cuenta la historia de dos jóvenes amantes que intentan sin éxito esconderse del padre armado de uno de los dos. No tuvo éxito comercial tras su lanzamiento, pero doce años después atrajo la atención de los usuarios de TikTok. El éxito tardío de «Hayloft» llevó a Mother Mother a lanzar «Hayloft II», una canción secuela que concluye la historia.

## Composición y grabación
«Hayloft» fue compuesta por el vocalista y compositor de Mother Mother, Ryan Guldemond. Comenzó la pieza con el riff de guitarra de la canción, escribiendo las siguientes piezas de la canción con la intención de ajustar fonéticamente las palabras a la «melodía angular» en lugar de construir una historia completa, lo que llevó a letras como «my daddy's got a gun» («mi papá tiene un arma»). La versión final, 45 segundos después de que la guitarra introduzca la canción, narra la historia de un joven escondido en su pajar (hayloft en inglés, de ahí el nombre de la canción) con su amante. La canción termina con la aparición del padre con su arma, y la historia termina de manera inconclusa.

## Lanzamiento y recepción
«Hayloft» no tuvo una amplia circulación tras su lanzamiento en O My Heart; aunque recibió algunas reproducciones en la radio, no impresionó a un público más amplio en ese momento. Sin embargo, en 2020, la canción se convirtió en un éxito mayor, principalmente debido a la atención en TikTok, una plataforma de redes sociales. Para la primera semana de agosto de 2020, «Hayloft» había acumulado 100 000 reproducciones en total en todas las plataformas de streaming; en octubre, la canción conseguía 1 millón de reproducciones cada semana. También se convirtió en la pista más reproducida de la banda.

### Canción secuela
Según Guldemond, el éxito de «Hayloft» hizo que la banda quisiera escribir una canción con una energía similar; inicialmente reticente a escribir simplemente una secuela, Mother Mother se entusiasmó con la idea después de proponérsela a los fanáticos y recibir una respuesta positiva. Con el anuncio de la secuela de la canción, «Hayloft II», la canción original fue relanzada como «Hayloft I» acompañada de un nuevo video musical, dirigido por Emma Higgins. Al 14 de enero de 2022, la secuela estaba programada para ser lanzada el 28 de enero, con un video musical propio.

## Gráfico de picos y certificaciones

### Hayloft I
| Lista                                            | Posición más alta | Ref.  |
| ------------------------------------------------ | ----------------- | ----- |
| Canadian Rock/Alternative chart                  | 43                | [ 4 ] |
| UK Independent Singles and Album Breakers Charts | 8                 | [ 5 ] |
| LTU                                              | 26                | [ 6 ] |

### Hayloft II
| Listas           | Posición más alta | Ref.  |
| ---------------- | ----------------- | ----- |
| Canadian Hot 100 | 94                | [ 7 ] |